# 西澤之助
西 澤之助（にし さわのすけ、西 沢之助、1848年11月13日（嘉永元年10月18日） - 1929年（昭和4年）10月5日）は、日本の実業家、教育者。日本女学校（現・相模女子大学）創立者。

## 経歴
安芸国豊田郡戸野村（現・広島県東広島市）生まれ。広島藩で国典を研究した後、1880年同志とともに東京へ出て、國學院の前身皇典講究所の事業拡大のため各地に赴いて講演を行う。1888年、強固な国の礎を築くためには機関誌が必要との考えから「国光社」を興し1889年、雑誌『国光』を、1891年、伝統的な女子教育の雑誌『女鑑』を発行した。また多くの小学校教科書を編集発行、「国光社」は大手教科書会社の一つとなった。1894年には日本赤十字社社長・佐野常民ら同社幹部と協議し雑誌『日本赤十字』を創刊して、赤十字の精神の普及と社業の発展に貢献した。
この頃日本ではまだ女子教育は振るわない時代であったが、西は女子教育の大切さと女学校設立の必要性を説き1900年、東京市本郷区龍岡町（現・文京区湯島）に「日本女学校」を設立した。建学の精神として「高い志に向かい、強い意志を貫く力、そして同時に人として美しいものを愛し、感動する心を養う」ことを意味する「高潔善美」という言葉を挙げた。西はこの女学校の教育方針をかねてから雑誌『女鑑』の誌上で世に公にしていたため、最初から入学希望者は相当数にのぼり、開校と同時に満員であった。その後、西は国光社の組織を株式会社として社長を辞し「日本女学校」の校主兼校長として女子教育の実際に努力した。1909年、「日本女学校」卒業者の進学すべき女子大学を設立しようと、幼稚園から一貫した教育を意図し小石川区大塚町（現・文京区大塚）に「帝國女子専門学校」を開設し財団法人とした。これは女子の高等教育機関として「専門学校令」の適用を全国で4番目に受けた。「帝國女子専門学校」は1945年の東京大空襲で校舎と学寮を全て焼失するが、戦後、神奈川県相模原市に移転し、相模女子大学として今日に至っている。